# Cyrus St. Clair
Cyrus „Cy“ St. Clair (* 1890 in Cambridge (Massachusetts); † 1955 in New York City) war ein US-amerikanischer Jazzmusiker (Tuba, Kontrabass). Nach Allmusic ist er einer der Spitzentubisten der 1920er Jahre.

## Leben und Wirken
Cyrus St. Clairs Vater und sein Onkel waren Tubaspieler. Zunächst lernte er als Kind Kornett und spielte als Kornettist in einer lokalen Band, bevor er zur Tuba wechselte. Nach seinem Umzug nach New York spielte er ab 1925 bei Wilbur De Paris, Bobby Lee's Cotton Pickers und in Charlie Johnsons Paradise Orchestra („Don't Forget You'll Regret Day by Day“), später auch bei Clarence Williams (1926–37), mit dem er auch aufnahm und Sängerinnen wie Bessie Smith begleitete. Weiterhin war er mit Le Roy Tibbs and His Connie’s Inn Orchestra, King Oliver, Cozy Cole  und The Little Chocolate Dandies tätig.
Als Ende der 1930er Jahre die Tuba im Jazz aus der Mode kam, arbeitete St. Clair meist außerhalb des Musikgeschäfts. 1947 war er noch an Rudi Bleshs Rundfunksendung This Is Jazz beteiligt. Im selben Jahr trat er im Rahmen u. a. mit Sidney Bechet, Wild Bill Davison, Muggsy Spanier, Hot Lips Page, George Brunies, Albert Nicholas, Art Hodes und Baby Dodds in der Konzertreihe World's Greatest Jazz Concert auf, mit Bunk Johnson in der New Yorker Town Hall. Im Bereich des Jazz war er zwischen 1925 und 1949 an 83 Aufnahmesessions beteiligt, zuletzt als Bassist mit Tony Parenti und Knocky Parker.